# Pilosella eglandulosa
Pilosella eglandulosa là một loài thực vật có hoa trong họ Cúc. Loài này được (Sudre) Mateo mô tả khoa học đầu tiên năm 2006.